# Crocanthes
Crocanthes é um gênero de traça pertencente à família Agonoxenidae.